# 林山 (民间文艺学家)
林山（1910年2月10日—1984年），笔名唐起、玄山、可可、林仰可等，男，广东澄海人，中国民间文艺学家、诗人，中国民间文艺研究会理事。